# 11-й окремий понтонно-мостовий батальйон (Україна)
11-й окремий понтонно-мостовий батальйон (11 ОПОМБ, в/ч А3290) — військове формування інженерних військ України чисельністю у батальйон. Головним завданням батальйону є наведення мостів та переправ. Дислокується у місті Кам'янець-Подільський Хмельницької області. Підпорядковується 48-й інженерній бригаді.

## Історія
Батальйон був створений 3 вересня 2012 року відповідно до Директиви Міністра оборони України на базі факультету військової підготовки КПНУ імені І. Огієнка.

### Російсько-українська війна
Батальйон бере участь у російсько-українській війні з першого дня. Так, наприклад, військовослужбовці батальйону облаштовували міст довжиною 120 метрів біля міста Щастя через річку Сіверський Донець. Підрозділи батальйону були готові обладнати та утримувати мостову переправу через водну перешкоду вантажопідйомністю 60 тонн довжиною від 119 до 350 метрів, або 15 поромних переправ вантажопідйомністю 60 тонн за 10-20 хвилин, або 5 переправ вантажопідйомністю 170 тонн, та десантну переправу — щоб за один рейс переправити цілу артилерійську батарею.
30 листопада 2015 року на основі батальйону була створена 48-ма інженерна бригада.
У липні 2016 р. під час проведення комплексного командно-штабного навчання «Південний вітер — 2016» підрозділами батальйону спільно з 808-м понтонно-мостовим полком та 70-м центром інженерного забезпечення було наведено чотири мостові переправи через річки: Березань, Південний Буг, Інгул та Дніпро, у тому числі, в нічний час було наведено дві переправи, а саме: мостову — в районі селища Затока довжиною 320 м та вантажопідйомністю 60 тонн — та поромну в районі селища Антонівка. Всього було переправлено 82 одиниць техніки, у тому числі бронетанкову техніку.

## Командування
- (2013) Олександр Паровий[3]
- (2016) Руслан Зелінський[3]

## Втрати
- Костянтин Сергійович Паршенко, загинув 28 квітня 2018 року поблизу селища Новоайдар Луганської області.[4]